# Zapadni Mojstir
Zapadni Mojstir (cirill betűkkel Западни Мојстир) település Szerbiában, a Raškai körzet Tutini községében.

## Népesség
- 1948-ban 601 lakosa volt.
- 1953-ban 641 lakosa volt.
- 1961-ben 588 lakosa volt.
- 1971-ben 733 lakosa volt.
- 1981-ben 637 lakosa volt.
- 1991-ben 562 lakosa volt.
- 2002-ben 505 lakosa volt,[1] akik közül 499 bosnyák (98,81%), 4 szerb (0,79%), 1 ismeretlen.[2]